# Jean Zin
Jean Zin (22 settembre 1953) è un attivista politico altermondialista francese, militante dell'ecologia politica e filosofo marxista.

## Biografia
Nel 1991, partecipa alla creazione di un gruppo di psicanalisti dissidenti, poi entra nella redazione di un Prêt-à-penser. Si dimette dalla direzione di una piccola impresa di informatica industriale per consacrarsi all'azione politica in particolare con i Verdi.
Organizza riunioni di critica psicanalitica appena prima degli scioperi del dicembre 1995, anima caffè filosofici a Figeac, e si presenta alle elezioni legislative. Nel 1997, apre il suo sito internet sull'ecologia rivoluzionaria e lancia un giornale locale La Feuille Verte ("La foglia verde"). Prosegue numerose analisi politiche, soprattutto sul lavoro ed il suo superamento e la proibizione delle droghe. Nel 1999 si occupa con i Verdi della politica dei redditi, poi partecipa alla creazione di una rivista ecologista EcoRev'. Nel 2001, si riunisce al gruppo di ricerca inter-disciplinare (GRIT-transversal) diretto da Jacques Robin e Joël de Rosnay. Nel 2005 prende parte per il « no » al referendum sul Trattato Costituzionale Europeo affermando che "la concorrenza libera e non controllata" diviene un ostacolo alla necessaria rilocalizzazione dell'economia.
Nel 2006, pubblica il suo primo libro: L'Ecologia politica nell'era dell'informazione, edizioni èRe. Vi definisce le condizioni di un'alternativa politica, e propone un cambiamento di istituzioni. Partecipa al seminario di « Multitudes » sur le revenu garanti, ed è all'origine di tre wiki, sulle cooperative municipali, le monete locali ed il reddito garantito.

## Filosofia
Jean Zin si proclama marx-hegeliano con un accento inedito sull'ecologizzazione di tale corrente di pensiero.
Secondo Jean Zin, con la proliferazione delle tecniche di informazione, come l'informatica, internet, e altre, assistiamo da qualche decennio a una riorganizzazione della produzione con l'emergere del lavoro autonomo che si inscrive nelle logiche cooperative e dove la forza lavoro dei lavoratori è rimpiazzata dalla loro capacità di autonomia, di creazione, di risoluzione dei problemi. È ciò che chiama l'entrata ne l'era dell'informazione che corrisponde all'avvento di un nuovo modo di produzione (post moderno).
Propone un nuovo sistema produttivo rilocalizzato (rispondente alle minacce ecologiche) fatto di nuove istituzioni: le monete locali, la cooperativa comunale ed il reddito garantito.
Ad un lavoro che diviene discontinuo vuole assicurare una continuità di salario, in un'attività di produzione in cui il lavoratore è sempre più isolato vuole creare nuove solidarietà e un'istituzione ove trovare aiuto ed assistenza (cooperative municipali). In un'ottica di rifondazione sociale e di riduzione dell'effetto serra in cui conviene creare circuiti di produzione il più corti possibile, propone di rendere dinamici gli scambi locali attraverso l'utilizzo di monete locali (immagine di ciò che avviene negli SEL) così da rifondare la democrazia dal basso attraverso il municipalismo libertario (democrazia cognitiva deliberativa che si oppone alla democrazia maggioritaria e rappresentativa, a immagine di ciò che avviene a Spezzano nell'Italia meridionale).
Sostiene che ibridare il sistema produttivo riducendo il tempo di lavoro ed i consumi non sarà sufficiente; a suo parere è necessario riorientare verso l'immateriale (economia della gratuità e dell'informazione), costruire una reale alternativa locale e prendere atto della nostra entrata in questo nuovo modo di produzione che è l'era dell'informazione e che alcuni chiamano noosfera.
Secondo Jean Zin, il modo di rispondere a un produttivismo insostenibile è costruire una produzione alternativa traendo spunto dalla rivoluzione informatica per riorientare l'economia sullo sviluppo umano, i servizi e i consumi immateriali passando da una logica concorrenziale ad una cooperativa e da una produttività a breve termine all'investimento nel futuro, vale a dire nello sviluppare l'autonomia di ciascuno, in particolare l'autonomia finanziaria attraverso la garanzia di salario.

## Pubblicazioni
- L'Ecologia politica nell'era dell'informazione, edizioni Era, 2006.